# Šri Aurobindo
Sri Aurobindo (poslovenjeno Šri Aurobindo, rojen Aurobindo Ghose), indijski filozof, jogi, guru, pesnik in nacionalist, * 15. avgust 1872, † 5. december 1950.
Pridružil se je indijskemu gibanju za neodvisnost izpod angleške oblasti. Nekaj časa je bil eden izmed njegovih najvplivnejših vodij, kasneje pa je postal duhovni reformator. Širil je svoje ideje o človeškem in duhovnem razvoju. Leta 1943 je bil nominiran za Nobelovo nagradoza književnost, leta 1950 pa še za Nobelovo nagrado za mir.

## Življenje
Sri Aurobindo je bil rojen v Kalkuti, v Bengaliji 15. 8. 1872. Njegov oče Krishna Dhun Ghose je bil pomočnik kirurga ter nekdanji član verskega gibanja z idejo o revoluciji. Njegova je bila mati Swarnalata Devi, ki pa je kmalu po njegovem rojstvu zbolela za mentalno boleznijo. Imel je tudi tri brate in mlajšo sestro. Že kot mladenič se je naučil angleščine. Njegov oče je britansko kulturo postavljal za vzor. Šolal se je v angleško govoreči šoli v Darjeelingu, da bi izboljšal svoje jezikove sposobnosti in se oddaljil od matere. Šolo so vodile irske nune, ki so jih učile krščanske vere in simbolizma. Aurobindo je na Cambridgeu študiral za službo v indijskem javnem sektorju. Po vrnitvi v Indijo je opravljal več javnih služb pod vodstvom maharaje države Baroda in se začel aktivneje vključevati v nacionalno politiko in v nastajajoče revolucionarno gibanje v Bengaliji. Zaradi povezav njegove organizacije s številnimi bombnimi napadi so ga kasneje aretirali. Na javnem sojenju je bil obtožen izdaje, vendar so ga lahko zaprli le zaradi pisanja člankov proti britanski vladi. Na koncu so ga zaradi pomakanja dokazov in umora glave priče tožilstva so ga morali izpustiti. Med bivanjem v zaporu je doživel mnogo mističnih in duhovnih izkušenj, in potem se je preselil v Pondicherry, kjer se je odrekel političnemu delu in se predal duhovnosti.

### Pondicherry
V Pondicherryju je razvil metodo duhove vadbe imenovano integralna joga. Osnovna tema njegovega videnja je bila evolucija človeškega življenja v božansko življenje. Verjel je, da lahko duhovnost človeka ne le osvobodi ampak spremeni njegovo naravo, kar mu omogoča božansko življenje a zemlji. Leta 1926 je s pomočjo svoje duhovne somišljenice Mirre Alfassi ustanovil svoje gibanje imenovano Sri Aurobido ashram. Začel se je tudi podpisovati kot Sri Aurobido (Sri namreč pomeni sveti). V tem času je tudi napisal več tisoč pisem, v katerih svojim učencem razlaga o svojem delu. Ta so bila nato zbrana v knjigi Letters on yoga. V poznih 30 letih dvajsetega stoletja pa je dokončal tudi svoje najobsežnejše delo – pesem z naslovom Savitri, ki obsega kar 24 000 verzov. Aurobindo je umrl 5. decembra 1950. Njegovega pogreba se je udeležilo 60 000 ljudi, med drugimi tudi takraten predsednik vlade in predsednik države.

## Doprinos k filozofiji
Sri Aurobindo se ni nikoli ustavljal pred tem, kar so drugi imeli za nemogoče. Sledeč božanskemu klicu v sebi se je lotil praktičnega pripravljanja tega, da bi človeku utrl pot do kraja prerasti in preobrazbe samega sebe in v sebi izoblikovati popolno bitje. Namen je prerasti mešanca med živaljo in bogom, kakor je zdaj, ali živečega v Duhu ali v Bogu v svoji duši in umu ali v svojem srcu, a še naprej žival po svojih telesnih nagonih in funkcijah in po življenjskih instinktih, reakcijah in občutjih (četudi obvladovanih z naravno voljo in duhovno silo). Tudi svoje nižje bitje, svoje življenjske nagone in sile in svoje telo naj bi odprl vplivu Duha in postopoma preobrazil v drugačno, ne več živalsko, temveč duhovno naravo ter s tem postal v resnici že nekaj več kot človek. Tako je Sri Aurobindo, videc in pesnik, ki je poznal ideale Zahoda in Vzhoda ter njune najboljše dosežke, v svojem lastnem iskanju združil oboje – sanje Vzhoda, ki išče nesmrtno bivanje in neskončno blaženost v Duhu, in sanje Zahoda, ki si želi in išče kar najbolj obogateno, izpolnjeno, veselo, popolno telesno življenje na zemlji. Po Sri Aurobindovem videnju naj bi človeško življenje na svetu postalo utelešen izraz, napev in ritem večne resnice in blaženosti Duha.
Sri Aurobindo ni nase nikoli gledal kot na filozofa, čeprav je pisal izredno filozofijo, rekoč, da do svojih spoznanj ni prišel ne s prebiranjem del drugih mislecev ne s premišljevanjem o življenju in bivanju in z razumskim razmišljanjem, temveč je kratko malo v govorici razuma popisal svoja duhovna izkustva in vpoglede, presegajoče razum. Zanj evolucija ni le razvoj materije, ki bi se na nek nerazložljiv način kazala v vesolju, ne da bi imela kakršenkoli smisel in globlji pomen in cilj, temveč je v prvi vrsti razvoj zavesti. Tudi v dnu same materije je navzoče Božansko, Duh, neskončna, večna resničnost, in to žene materijo, da se razvija in išče poti, da bi tudi v svoji zunanji pojavnosti mogla razkrivati svojo skrito resničnost. Trdi, da stvarjenje sveta še ni pri kraju!
Sri Aurobindo je razvil novo metodo joge, ki združuje in povezuje v eno vse prejšnje glavne pristope in njihove glavne dosežke. Ta integralna joga ima za cilj ne samo to, da človek odkrije božansko resničnost v svoji najgloblji notranjosti in potlej živi v tej božanski zavesti, temveč da tudi vse svoje zunanje bitje in svojo naravo postopoma tako razvije, da se lahko odpre božanskemu vplivu in s tem vplivom in z delovanjem duhovnih sil raste, se preobraža v neko višjo, telesno, duhovno naravo. Posvetni in duhovni ideal sta v resnici dopolnjujoča in oba nujno potrebna, če imamo pred seboj ideal celotne izpopolnitve človeka.

## Sledilci
Njegova dela imajo še danes veliko zagovornikov, najpomembnejši med njimi pa so: Chinmoy- ašramu se je pridružil leta 1944. Napisal je igro, ki uprizarja Sri Aurobidovo življenje. Pavitra- bil je eden izmed prvih Aurobindovih učencev. Za sabo je pustil veliko zanimivih pogovorov, objavljenih v knjigi Conversations avec Pavitra. Margaret Woodrow Wilson- hči ameriškega predsednika W. Wilsona. Njegovemu gibanju se je pridružila leta 1940 in ostala tam do njene smrti.

## Kritiki
Adi Da- menil da je bilo Aurobindovo delo zgolj literarno in kulturno in da je svoje politične nazore prenesel tudi v duhovnost in človeški razvoj. N. R. Malkani- menil je, da je Aurobidova teorija stvarjenja napačna, ker govori o izkušnjah in videnjih, ki presegajo človeške normalne izkušnje.

## Literarna dela
- Bases of Yoga, Lotus Press, Twin Lakes, Wisconsin Bhagavad Gita and Its Message, Lotus Press, Twin Lakes,
- Wisconsin Dictionary of Sri Aurobindo's Yoga, (compiled by M.P. Pandit), Lotus Press, Twin Lakes,
- Wisconsin Essays on the Gita, Lotus Press, Twin Lakes, Wisconsin
- The Future Evolution of Man, Lotus Press, Twin Lakes, Wisconsin
- The Future Poetry, Pondicherry, India: Sri Aurobindo Ashram, 1953.
- The Human Cycle: The Psychology of Social Development, Lotus Press, Twin Lakes, Wisconsin
- Hymns to the Mystic Fire, Lotus Press, Twin Lakes, Wisconsin
- The Ideal of Human Unity, Lotus Press, Twin Lakes, Wisconsin
- The Integral Yoga: Sri Aurobindo's Teaching and Method of Practice, Lotus Press, Twin Lakes, Wisconsin

## Citati
»Ko bo za nami ostalo znanje, bomo dosegli Spoznanje. Razum nam je bil v pomoč; razum je ovira. Ko bo za nami ostalo hotenje, bomo dosegli Moč. Trud nam je bil v pomoč; trud je ovira. Ko bo za nami ostalo uživanje, bomo dosegli Blaženost. Želje so nam bile v pomoč; želje so ovira. Ko bo za nami ostalo poosebljanje, bomo resnična Oseba. Ego nam je pomagal; ego je ovira. Ko bo za nami ostala človeškost, bomo resnični Človek. Žival nam je pomagala; žival je ovira.« »Občutek, da nekaj ni mogoče, je le začetek vseh možnosti. Ker je bilo to časno vesolje popoln paradoks in nekaj nemogočega, ga je Večni ustvaril iz svojega lastnega bitja.« »Če hočeš, da bo človeštvo napredovalo, udari po vseh vnaprej izdelanih mnenjih in pojmovanjih.« »Vesolje ni samo matematični obrazec za izpeljavo razmerja med določenimi umskimi abstrakcijami, imenovanimi števila in principi, da bi tako prišlo do niča ali do prazne enote, niti ni zgolj fizikalna operacija, ki bi utelešala neko enačbo sil, temveč je slast Samoljubimca, igra Otroka, brezkončno samopomnoževanje Pesnika, ki je ves opojen od zanosa svoje lastne moči brezkončnega ustvarjanja.« »In kakšen je konec cele zadeve? Kot da bi méd lahko okušal samega sebe in vse svoje kaplje in kakor da bi lahko vse kaplje medu okušale druga drugo ter vsaka tudi ves sat kot sebe – podobno naj bi bilo na kraju z Bogom, s človekovo dušo in z vesoljem.« »Ves svet hrepeni po svobodi, vendar je vsaka svar zaljubljena v svoje verige; takšno je prvo nasprotje in nerazvozljivi vozel naše narave.« »Človek je zaljubljen v moč, zato je podvržen slabosti.« »Človek je zaljubljen v užitek, zato mora biti vprežen v jarem bridkosti in bolečine. Zakaj neskaljena slast je le za svobodno, brezstrastno dušo; tisto v človeku, kar se podi za užitkom, pa je neka trpeča, naprezajoča se energija.« »Smrt je vprašanje, ki ga Narava nenehno zastavlja Življenju, da bi ga s tem opomnila, da se še zmeraj ni našlo.«